# Gintaras Jasinskas
Gintaras Jasinskas (ur. 28 stycznia 1968 w Mariampolu, zm. we wrześniu 2024) – litewski biathlonista, dwukrotny uczestnik zimowych igrzysk olimpijskich, dwukrotny uczestnik mistrzostw świata w biathlonie.
Biathlon zaczął uprawiać w 1985 roku.
Jego debiutem olimpijskim był start w igrzyskach w Albertville w 1992 roku. W rywalizacji biathlonistów zajął 19. miejsce w biegu indywidualnym na 20 km i 64. miejsce w sprincie na 10 km. Dwa lata później, na igrzyskach w Lillehammer, był 55. w sprincie i 58. w biegu indywidualnym. W Albertville był ponadto chorążym reprezentacji Litwy podczas ceremonii otwarcia igrzysk.
Dwukrotnie uczestniczył w biathlonowych mistrzostwach świata. W lutym 1993 roku, na mistrzostwach w Borowcu, był 19. w biegu indywidualnym i 100. w sprincie. Dwa lata później, podczas czempionatu w Anterselvie, zajął 39. miejsce w biegu indywidualnym, 40. w sprincie i 21. w sztafecie, w której wraz z nim wystąpili Leonidas Nikitinas, Liutauras Barila i Ričardas Griaznovas.
W marcu 1994 roku zajął dziewiąte miejsce w biegu indywidualnym na mistrzostwach Europy w Kontiolahti.
Od sezonu 1991/1992 do 1995/1996 startował w zawodach Pucharu Świata. Najlepszy indywidualny wynik w zawodach tej rangi osiągnął w sezonie 1993/1994, zajmując 34. miejsce w sprincie.